# ド・ブロイ波
ド・ブロイ波（ド・ブロイは、英: de Broglie wave）とは、光子を含む運動する物質一般に付随する波動現象を言う。光子の粒子性と波動性を結びつけるために導入した概念を物質粒子一般に拡大適用したものとして、1924年にフランスの物理学者のルイ・ド・ブロイによって提唱された。物質波とも呼ばれる。
エルヴィン・シュレーディンガーは、このド・ブロイ波の考え方を発展させることでシュレディンガー方程式を得た。解釈に難点があり一時放棄されていたがデヴィッド・ボームによって復活させられた（ド・ブロイ–ボーム解釈）。

## 概要
エネルギーEと運動量pを持つ粒子は、次の周波数νおよび波長λを持つ波としての性質も持つ。これをド・ブロイ波あるいは物質波と呼ぶ。
{\displaystyle \nu ={\frac {E}{h}}}、{\displaystyle \quad \lambda ={\frac {h}{p}}}
ここでhはプランク定数である。この波長λを特にド・ブロイ波長という。この式は、光電効果を説明するため提案されたアインシュタインの光量子仮説やコンプトン散乱によって明らかになった光の粒子性についての式
{\displaystyle E=h\nu }、{\displaystyle \quad p={\frac {h}{\lambda }}}
を物質一般に拡張し、物質粒子も波としての性質を持つとみなして得られる式である。
なお、質量mを持つ非相対論的粒子の場合、その運動速度をvとすると、そのド・ブロイ波長は
{\displaystyle \lambda ={h \over p}={h \over mv}}
と表せる。この式と、原子核の周りを周回する半径rの円周軌道の長さはド・ブロイ波長の整数倍でなければならないという条件式
{\displaystyle 2\pi r=n\lambda }
から、ボーアの原子模型におけるボーアの量子条件の式
{\displaystyle mvr={nh \over 2\pi }\ \ (n=1,2,3,\cdots )}
が導かれる。すなわちボーアの量子条件は、電子がド・ブロイ波長を持つ波として振る舞うと考えることで自然に導かれるのである。
100V程度の電圧で加速した時の電子のド・ブロイ波長は、約1ÅでX線の波長に近く、電子線を結晶に当てて干渉縞などを観測することによってド・ブロイ波の存在は確認される。1927年にニッケルの単結晶でクリントン・デイヴィソンらが、同じ年ジョージ・パジェット・トムソンも金属多結晶による 電子線の回折・干渉現象を見つけた。また、1928年には日本の菊池正士も雲母の薄膜による電子線の干渉現象を観察している。
波としての性質が実際に観測されるのは、電子線のような極めて微視的な状況下であり、通常の日常生活（巨視的な状況）でこれが問題となることは、ごく例外的な状況（例えば超流動）を除いて無い。